# Skupica
Skupica – wieś w Chorwacji, w żupanii karlowackiej, w gminie Netretić. W 2011 roku liczyła 144 mieszkańców.